# Mordellistena gracilis
Mordellistena gracilis is een keversoort uit de familie spartelkevers (Mordellidae). De wetenschappelijke naam van de soort is voor het eerst geldig gepubliceerd in 1908 door Schilsky.